# الرحالة الصغير
الرحالة الصغير مسلسل أنمي انتج سنة 1978، وهو مبني على رواية الأمير الصغير للكاتب أنطوان دو سانت-إيكسوبيري، وتدور أحداث القصة حول صبي صغير يعيش في كوكب وحده مع ورده صغيره يعتني بها يوميا، يلتقط النجوم بشبكته الصغيرة ويزور الأرض ويتعرف على سكانها.

## الاسم بعدة اللغات
- الألمانية: Abenteuer eines kleinen Prinzen
- اليابانية: Hoshi no Ojisama Petit Prince - 星の王子さま　プチ・プランス
- الإيطالية: piccolo principe
- الفرنسية: Le Petit Prince
- البرتغالية: O Pequeno Príncipe
- الإنكليزية: The Little Prince
- البولندية: Przygody Małego Księcia / Mały Książę

## الاغنية
الرحالة الصغير
يعيش في الفضاء
يلتقط النجوم
وبها يطير
ويوما ما سيزورنا

## وصلات خارجية
- الرحالة الصغير على موقع IMDb (الإنجليزية)
- الرحالة الصغير على موقع كينوبويسك (الروسية)
- الرحالة الصغير على موقع قاعدة بيانات الفيلم (الإنجليزية)
- الرحالة الصغير على موقع ANN anime (الإنجليزية)